# Óblast de Nóvgorod
L'óblast de Nóvgorod - Новгоро́дская о́бласть (rus), transliterat Novgoródskaia óblast - és un subjecte federal (una óblast) de la Federació Russa.